# Pola Negri
Pola Negri (nascida Apolonia Chałupec; Lipno, 3 de janeiro de 1897 – San Antonio, 1 de agosto de 1987) foi uma atriz e cantora polonesa de teatro e cinema que alcançou fama mundial durante a era do cinema mudo.

## Primeiros Anos
Negri nasceu Apolonia Chałupec em 1897 em Lipno, na Polônia, a única filha de uma mãe polonesa, Eleonora Kiełczewska e de Juraj Chałupec, um ourives itinerante romani-eslovaco. Depois que seu pai foi preso pelas autoridades russas por atividades revolucionárias e enviado à Sibéria, ela e sua mãe se mudaram para Varsóvia, com a mãe trabalhando como cozinheira.
Pola foi aceita na Academia Imperial de Balé de Varsóvia. Sua primeira performance de dança foi no "Danse des Petits Cygnes", de "O Lago dos Cisnes" de Tchaikovsky. No entanto, teve tuberculose, o que a forçou a parar de dançar. Foi enviada para um sanatório em Zakopane para se recuperar. Durante sua convalescença de três meses, adotou o pseudônimo de Pola Negri, em homenagem à romancista e poetisa italiana Ada Negri; "Pola" era abreviação de seu próprio nome do meio, Apolonia.

## Carreira

### Teatro polonês e cinema
Após recuperar-se da tuberculose, Negri fez um teste para a Academia Imperial de Artes Dramáticas de Varsóvia. Além de sua educação formal na Academia, ela teve aulas particulares com a renomada atriz e professora polonesa Honorata Leszczyńska. Estreou em Varsóvia em outubro de 1912. No ano seguinte atuou em seu primeiro filme. Formou-se em 1914 e até o final da Primeira Guerra Mundial, Negri havia se estabelecido como uma popular atriz de teatro.

### Ernst Lubitsch e carreira na Alemanha
A popularidade de Pola na Polônia lhe proporcionou a oportunidade de se mudar para Berlim em 1917, para atuar como dançarina no filme "Sumurum". Nessa produção, ela conheceu Ernst Lubitsch, que na época produzia comédias para o estúdio de cinema alemão UFA. Negri foi contratada pela primeira vez pela Saturn Films,onde fez seis filmes. Depois disso ela assinou contrato com a UFA; alguns dos filmes que ela fez na UFA.
Em 1918, Lubitsch convenceu a UFA a deixá-lo criar um filme com Negri como personagem principal. O resultado foi "Die Augen der Mumie Ma" (1918), que foi um sucesso popular e levou a uma série de colaborações bem sucedidas Lubitsch / Negri. O próxima foi Carmen (1918, reeditada nos Estados Unidos em 1921 como "Gypsy Blood"), seguida por Madame Dubarry (1919, lançada nos EUA como "Passion"). Madame DuBarry se tornou um enorme sucesso internacional, derrubou o embargo americano aos filmes alemães e lançou uma demanda que ameaçou brevemente desalojar o domínio de Hollywood no mercado internacional de filmes.
Negri e Lubitsch fizeram três filmes alemães juntos depois disso, Sumurun (também conhecido como "One Arabian Night", 1920), Die Bergkatze (também conhecido como "The Mountain Cat" ou "The Wildcat", 1921) e "Die Flamme" ("The Flame", 1922), e a UFA empregou Negri para filmes com outros diretores, incluindo Vendetta (1919) e Sappho (1921), muitos dos quais foram comprados por distribuidores americanos e exibidos nos Estados Unidos.
Hollywood respondeu a essa nova ameaça contratando Lubitsch e Negri. Lubitsch foi o primeiro diretor a ser trazido para Hollywood, com Mary Pickford pedindo seus serviços em seu filme "Rosita" (1923). O magnata da Paramount Pictures, Jesse Lasky, viu a estréia de "Madame DuBarry" em Berlim em 1919, e a Paramount convidou Negri para ir a Hollywood em 1921. Ela assinou um contrato com a Paramount e chegou a Nova York em uma onda de publicidade em 12 de setembro de 1922. Isso fez de Negri, a primeira estrela europeia a ser trazida para Hollywood, e estabeleceu um precedente para as estrelas europeias, que incluíram Vilma Bánky, Greta Garbo e Marlene Dietrich, entre muitas outras.

### Paramount
Negri acabou se tornando uma das atrizes mais populares de Hollywood da época, e certamente a mulher mais rica da indústria cinematográfica da época, morando em uma mansão em Los Angeles inspirada na Casa Branca. Enquanto estava em Hollywood, lançou várias tendências de moda feminina, algumas das quais ainda são moda hoje, incluindo unhas pintadas de vermelho, botas de pele e turbantes.
Os dois primeiros filmes de Paramount de Negri foram "Bella Donna" (1923) e "The Cheat" (1923), ambos dirigidos por George Fitzmaurice e foram remakes de filmes da Paramount de 1915. Seu primeiro grande filme foi "The Spanish Dancer", dirigido por Herbert Brenon (1923), baseado no romance de Victor Hugo, "Don César de Bazan".
Inicialmente, a Paramount usou Negri como uma misteriosa femme fatale européia. Negri estava preocupada com o fato de a Paramount estar prejudicando sua carreira e imagem e providenciou para que seu ex-diretor Ernst Lubitsch a dirigisse no "Forbidden Paradise" (1924), aclamado pela crítica. Foi a última vez que os dois trabalharam juntos.
A partir de 1925 a popularidade de Negri começou a declinar. Seus filmes "The Crown of Lies", "Good and Naughty", "Hotel Imperial" "Barbed Wiire" e outros subsequentes não foram bem recebidos.
Em 1928, Negri foi dirigida por Rowland V. Lee em três filmes ("The Secret Hour", "Three Sinners", and "Loves of an Actress"), antes de fazer seu último filme da Paramount Pictures, "The Woman From Moscow", com Norman Kerry. Negri afirmou em sua autobiografia que optou por não renovar seu contrato com a Paramount, preferindo se aposentar dos filmes e viver como esposa no Château de Rueil-Seraincourt, perto de Vigny, onde se casara com seu segundo marido. Ela era dona do Château na época.

### Filmes posteriores e retorno à UFA
A aposentadoria inicial de Negri, em 1928, teve vida curta. Voltou a atuar quando uma produtora independente ofereceu seu trabalho em uma produção cinematográfica britânica que seria distribuída pela Gaumont-British. Inicialmente, o filme seria uma versão de César e Cleópatra, de George Bernard Shaw, e Shaw se ofereceu para alterar a peça para se adequar ao filme. Quando os direitos se mostraram muito caros, a empresa optou por uma história original e contratou o diretor alemão da Kammerspielfilm, Paul Czinner, para dirigir. O filme resultante, "The Way of Lost Souls", foi lançado em 1929; foi o filme mudo final de Negri.
Negri voltou a Hollywood em 1931 para começar a filmar seu primeiro filme falado, "A Woman Commands" (1932). O filme em si foi mal-recebido, mas a versão de Negri da música "Paradise", tornou-se um sucesso considerável. Negri fez uma turnê de vaudeville de sucesso para promover a música. Trabalhou no papel principal da produção de teatro "A Trip to Pressburg", que estreou no Shubert Theatre em Nova York. No entanto, ela sentiu-se mal na parada da produção em Pittsburgh, Pensilvânia, devido a inflamação da vesícula biliar, e não conseguiu concluir a turnê. Negri voltou à França para aparecer em Fanatisme (Fanaticism, 1934), um filme histórico de fantasias sobre Napoleão III. O filme foi dirigido pela equipe de direção de Tony Lekain e Gaston Ravel e lançado pela Pathé. Foi seu único filme francês.
Depois disso, o ator-diretor Willi Forst levou Negri à Alemanha para aparecer no filme Mazurka (1935). Após o sucesso de Mazurka, o antigo estúdio de Negri, a UFA, agora controlada por Joseph Goebbels, assinou com Negri com um novo contrato. Negri viveu na França enquanto trabalhava para a UFA, fazendo cinco filmes como: "Moscou-Xangai" (1936), "Madame Bovary" (1937), "Tango Notturno" (1937), "Die fromme Lüge" ("The Secret Lie", 1938) e "Die Nacht der Entscheidung" (1938). Depois que os nazistas tomaram a França, Negri fugiu de volta para os Estados Unidos. Ela foi para Nova York por Lisboa, Portugal, e inicialmente viveu vendendo jóias. Foi contratada para um papel coadjuvante como a cantora de ópera temperamental Genya Smetana para a comédia de 1943 "Hi Diddle Diddle". Após o sucesso deste filme, Negri recebeu vários papéis, que foram essencialmente reformulações de seu papel em "Hi Diddle Diddle", que ela recusou. Em 1944, Negri foi contratada por Miles Ingalls para uma turnê nacional de vaudeville.

### Aposentadoria e apresentações finais
Negri saiu da aposentadoria para aparecer no filme de Walt Disney, "The Moon-Spinners" (1964), estrelado por Hayley Mills e Eli Wallach. A aparição de Negri no filme como excêntrica colecionadora de jóias Madame Habib foi filmada em Londres ao longo de duas semanas. No mesmo ano, recebeu um prêmio honorário da indústria cinematográfica alemã por seu trabalho, seguido de um prêmio Hemis-Film em San Antonio, em 1968. Em 1970, publicou sua autobiografia Memoirs of a Star, publicada por Doubleday. Ela fez uma aparição no Museu de Arte Moderna em 30 de abril de 1970, para um evento em sua homenagem.

## Vida pessoal
O primeiro casamento de Negri foi com o conde Eugeniusz Dąmbski, e teve vida curta. Negri casou-se com Dąmbski em 5 de novembro de 1919, tornando-se assim a condessa Apolonia Dąmbska-Chałupiec. Após um longo período de separação, a união de Negri e Dąmbski foi dissolvida em 1922.
Depois que começou a trabalhar nos Estados Unidos, foi assunto de colunas de fofocas por uma série de casos amorosos com celebridades, principalmente com os astros do cinema Charlie Chaplin, Rod La Rocque e Rodolfo Valentino. Negri conheceu Chaplin enquanto estava na Alemanha, e o que começou como um relacionamento platônico se tornou um caso bem divulgado e especulação de casamento. O relacionamento terminou e Negri se envolveu por um tempo com o ator Rod La Rocque, que apareceu como seu protagonista em "Forbidden Paradise" (1924).
Negri conheceu Rodolfo Valentino em uma festa à fantasia realizada por Marion Davies e William Randolph Hearst na propriedade de San Simeon e foi supostamente amante de Valentino até sua morte em 1926. Causou sensação na mídia em seu funeral em Nova York em 24 de agosto de 1926, no qual ela "desmaiou" várias vezes e, segundo o ator Ben Lyon, organizou um grande arranjo floral com a inscrição "POLA" no caixão de Valentino. A imprensa descartou suas ações como um golpe publicitário. No momento de sua morte e pelo resto de sua vida, Negri afirmou que Valentino era o amor de sua vida.
Negri logo se casou novamente, com o autodenominado "príncipe" georgiano Serge Mdivani. Isso fez com que a opinião pública nos Estados Unidos se voltasse contra ela, porque aconteceu logo após a morte de Rodolfo Valentino. Negri e Mdivani se casaram em 14 de maio de 1927 (menos de nove meses após a morte de Valentino). Logo após engravidar, Negri, que sempre quis um filho, começou a cuidar melhor de sua saúde e até considerou se aposentar do cinema para ser dona de casa e mãe. No entanto, teria sofrido um aborto espontâneo. Lamentou a perda de seu filho pelo resto da vida. Em 2 de abril de 1931, eles se divorciaram.
Quando Negri retornou aos Estados Unidos no início dos anos 40, tornou-se amiga íntima de Margaret West, herdeira de petróleo e atriz de vaudeville que conhecera nos anos 30. As duas se tornaram companheiras, dividindo uma casa à beira-mar em Los Angeles com a mãe de Negri, então com 88 anos, e mais tarde em Bel Air. Negri, que permaneceu católica devota em sua vida adulta, passou seu tempo arrecadando fundos para instituições de caridade católicas com sua mãe e West. Em 12 de janeiro de 1951, Negri se tornou cidadã naturalizada dos Estados Unidos. Após a morte da mãe de Negri, em 1954, de câncer no pâncreas, ela e West se mudaram de Los Angeles para San Antonio, Texas, em 1957. Viveram juntas até a morte de West de insuficiência cardíaca em 1963. Negri saiu da casa que havia compartilhado. com West para uma casa localizada na Broadway 7707 em San Antonio, onde passou o restante de seus anos, em grande parte fora dos olhos do público.
Alguns estudiosos, como a biógrafa de Rodolfo Valentino, Emily Leider, sugeriram que Negri era bissexual e que ela e West eram parceiros românticos. O biógrafo de Negri, Sergio Delgado, contesta isso, embora ele observe em seu livro de 2016 "Pola Negri: Temptress of Silent Hollywood", que há "fortes evidências" de que Negri era bissexual.

## Morte
Pola Negri morreu em 1 de agosto de 1987, aos 90 anos. Sua morte foi causada por pneumonia; no entanto, ela também sofria de um tumor cerebral, pelo qual recusou o tratamento. Negri foi enterrada no cemitério do Calvary, em Los Angeles, ao lado de sua mãe Eleonora.

## Legado
Negri tem uma estrela na Calçada da Fama de Hollywood por sua contribuição à indústria cinematográfica em Hollywood Boulevard 6 933. Ela foi a 11ª estrela da história de Hollywood a colocar as mãos e os pés na frente do Teatro Chinês Grauman.
Em 2006, um documentário sobre a vida de Negri, "Pola Negri: Life is a Dream in Cinema", estreou no sétimo festival de cinema polonês de Los Angeles. O filme foi dirigido pelo biógrafo de Negri, Mariusz Kotowski, e inclui entrevistas com Hayley Mills e Eli Wallach, que estrelou o filme final de Negri, "The Moon-Spinners" (1964).

## Filmografia
- The moon-spinners - (1964)
- Hi Diddle Diddle - (1943)
- Fromme lüge, die - (1938)
- Nacht der entscheidung, die - (1938)
- Madame Bovary - (1937)
- Tango notturno - (1937)
- Weg nach Shanghai, der - (1936)
- Gräfin Volescu - (1936)
- Mazurka - (1935)
- Fanatisme - (1934)
- A Woman commands - (1932)
- The way of lost souls - (1929)
- The woman from Moscow - (1928)
- Loves of an actress - (1928)
- Three sinners - (1928)
- The secret hour - (1928)
- The woman on trial- (1927)
- Barbed wire - (1927)
- Hotel Imperial - (1927)
- Good and naughty - (1926)
- The Crown of lies - (1926)
- A Woman of the world - (1925)
- Flower of night - (1925)
- The Charmer - (1925)
- East of Suez - (1925)
- Forbidden paradise - (1924)
- Lily of the dust - (1924)
- Men - (1924)
- Shadows of Paris - (1924)
- The Spanish dancer - (1923)
- The Cheat - (1923)
- Flamme, Die - (1923)
- Bella donna - (1923)
- The Last payment - (1922)
- Sappho - (1921)
- Bergkatze, Die - (1921)
- Geschlossene Kette, Die - (1920)
- Martyrium, Das - (1920)
- Sumurun - (1920)
- Arme violetta - (1920)
- Marchesa d'Armiani, Die - (1920)
- Komtesse dolly - (1919)
- Madame du Barry - (1919)
- Vendetta - (1919)
- Kreuzigt sie! - (1919)
- Rausch - (1919)
- Carmen - (1918)
- Gelbe Schein, Der - (1918)
- Augen der Mumie Ma, Die - (1918)
- Mania. Die Geschichte einer Zigarettenarbeiterin - (1918)
- Wenn das Herz in Haß erglüht - (1918)
- Nicht lange täuschte mich das Glück - (1917)
- Arabella - (1916)
- Jego ostatni czyn - (1916)
- Studenci - (1916)